# Chrome Shift
Chrome Shift war eine dänische Progressive-Metal-Band aus Aabenraa, die im Jahr 1999 gegründet wurde und sich 2008 auflöste.

## Geschichte
Die Band wurde im Januar 1999 von Gitarrist Otto Schütt und Bassist Jens Christian Nielsen, die schon vorher bei anderen Bands zusammen gespielt hatten. Kurze Zeit später kamen Pianist Jakob Paulsen und Schlagzeuger Poul Terkildsen zur Besetzung. In dieser Besetzung spielten sie zusammen für etwa ein Jahr ohne Sänger, bis Rasmus Bak schließlich diesen Posten besetzte. Im Februar 2000 nahm die Band ihr erstes Demo in den dänischen Aabenraa Studios zusammen mit Produzent Jacob Hansen auf.
Im Jahr 2001 begab sich die Band erneut in dieses Studio mit Jacob Nasen, um ihr Debütalbum Ripples in Time aufzunehmen. Einige Audiodateien wurden an Intromental Management in Kopenhagen geschickt, wodurch die Gruppe einen Managementvertrag erreichte. Kurze Zeit später erreichte die Band einen Vertrag bei DVS Records, worüber die Band ihr Album im März 2003 veröffentlichte. Im Jahr 2008 löste sich die Band wieder auf.

## Stil
Die Band spielt klassischen Progressive Metal und lässt sich mit Bands wie Everon und Threshold vergleichen.

## Diskografie
- 2000: Demo (Demo, Eigenveröffentlichung)
- 2003: Ripples in Time (Album, DVS Records)